# كلوزية الماسية
كلوزية الماسية (الاسم العلمي:Clusia diamantina) هي نوع من النباتات تتبع جنس الكلوزية من فصيلة الكلوزية.